# Настобурко, Антонина Ивановна
Антонина Ивановна Настобурко (20 или 21 января 1959 — ?), также известна под фамилиями Побюбко и Стратегопуло — советская легкоатлетка, специалистка по бегу на короткие дистанции. Выступала за сборную СССР по лёгкой атлетике в 1980-х годах, обладательница бронзовой медали чемпионата Европы, призёрка Кубков мира и Европы, победительница первенств всесоюзного значения, рекордсменка СССР в эстафете 4 × 100 метров. Мастер спорта СССР международного класса.

## Биография
Родилась 20 января 1959 года, по другим данным, 21 января. Занималась лёгкой атлетикой в Днепропетровске и в Никополе под руководством тренера Владимира Дмитриевича Бредихина, выступала за добровольное спортивное общество «Спартак».
Впервые заявила о себе на взрослом всесоюзном уровне в сезоне 1983 года, когда на чемпионате страны в рамках VIII летней Спартакиады народов СССР в Москве с командой Украинской ССР выиграла серебряную медаль в программе эстафеты 4 × 100 метров.
В 1985 году с личным рекордом 7,27 завоевала серебряную награду в беге на 60 метров на зимнем чемпионате СССР в Кишинёве. На летнем чемпионате СССР в Ленинграде получила серебро в беге на 100 метров, так же установив личный рекорд (11,27), и взяла бронзу в эстафете 4 × 100 метров. Попав в состав советской сборной, выступила на Кубке Европы в Москве, где вместе с соотечественницами Натальей Помощниковой, Мариной Жировой и Эльвирой Барбашиной заняла в эстафете второе место и установила всесоюзный рекорд 42,00, который впоследствии так и не был никем превзойдён. Принимала участие в матчевой встрече со сборной США в Токио — в индивидуальном беге на 100 метров финишировала второй, тогда как в эстафете 4 × 100 метров была лучшей. На Кубке мира в Канберре показала в эстафете второй результат.
В 1986 году на чемпионате СССР в Киеве стала серебряной призёркой в 100-метровой дисциплине и выиграла эстафету 4 × 100 метров. На впервые проводившихся Играх доброй воли в Москве заняла на дистанции 100 метров шестое место. На чемпионате Европы в Штутгарте дошла до стадии полуфиналов в индивидуальном беге на 100 метров и выиграла бронзовую медаль в эстафете 4 × 100 метров.
На чемпионате СССР 1987 года в Брянске добавила в послужной список ещё одну серебряную награду, выигранную в эстафете 4 × 100 метров.
За выдающиеся спортивные достижения удостоена почётного звания «Мастер спорта СССР международного класса».
Умерла[когда?].